# Rådhustorget, Tartu
Rådhustorget (estniska: Raekoja plats) är ett trapetsformat torg omgivet av byggnader i klassicistisk stil i centrala Tartu i Estland.  Vid torget ligger bland annat Tartus rådhus, byggt 1789.
På 1700-talet hette torget der Grosse Markt eller Stortorget och var det viktigaste torget i staden.  Fontänen från 1998 med kyssande studenter, Suudlevad tudengid, som finns på torget, är formgiven av Mati Karmin.  Från rådhustornet hörs varje kväll ett klocksspel av 34 klockor gjutna dels i Tyskland, dels i Holland.
Torget smalnar av mot floden Emajõgi, och skapar en synvilla, som ger en illusion
av ett större torg än vad som fallet är i verkligheten. Vid torget ligger Barclay de Tollyhuset från 1793, också kallat Det lutande huset i Tartu, som härbärgerar Tartus konstmuseum och Tartu besökscenter.
Stenbron (estniska: Kivisild) från 1700-talet, som tidigare ledde från torget till andra sidan av floden och som var den första stenbron i Baltikum förstördes under andra världskriget. Den ersätts av Kaarbron, byggd 1957—1959 på samma plats där Stenbron legat. Stenbron är dock alltjämt en viktig symbol för staden. Det finns en bronsmodell av den intill Kaarbron, skapad av Tiiu Kirsipuu och färdigställd 2004.

## Bildgalleri

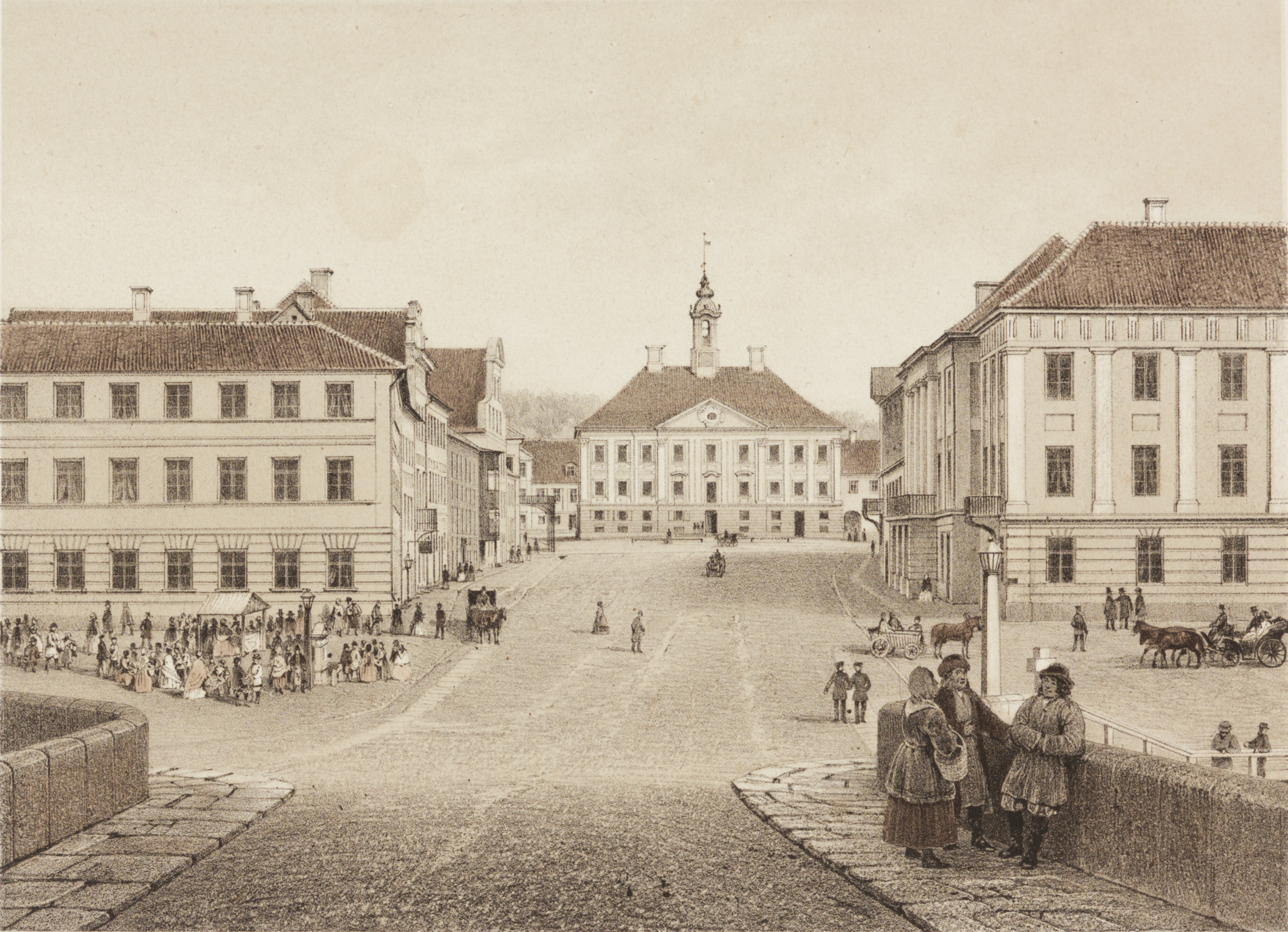
Rådhustorget 1860, sett från Stenbron. Litografi av Louis Höflinger
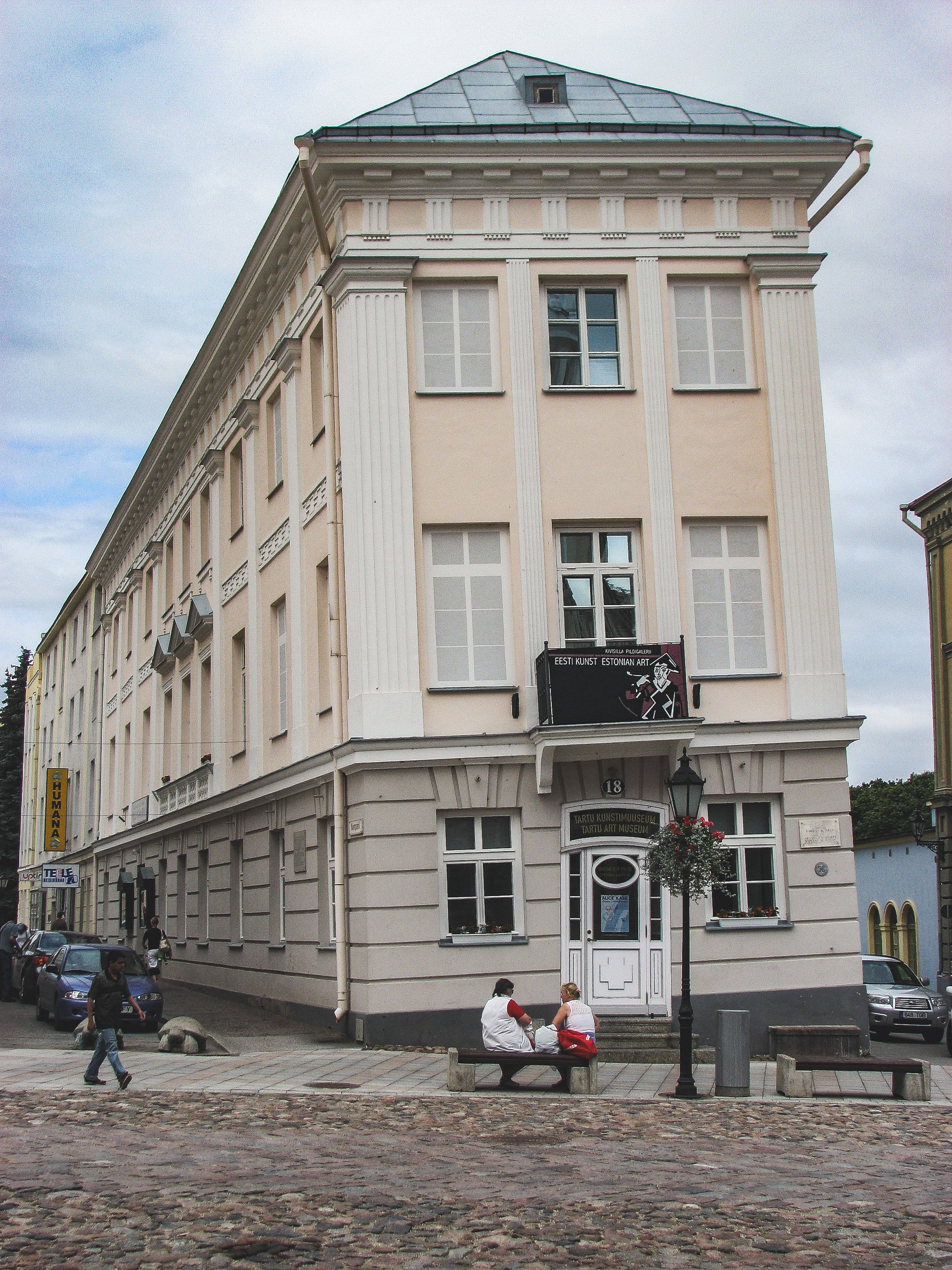
Det lutande huset eller Barclay de Tollyhuset
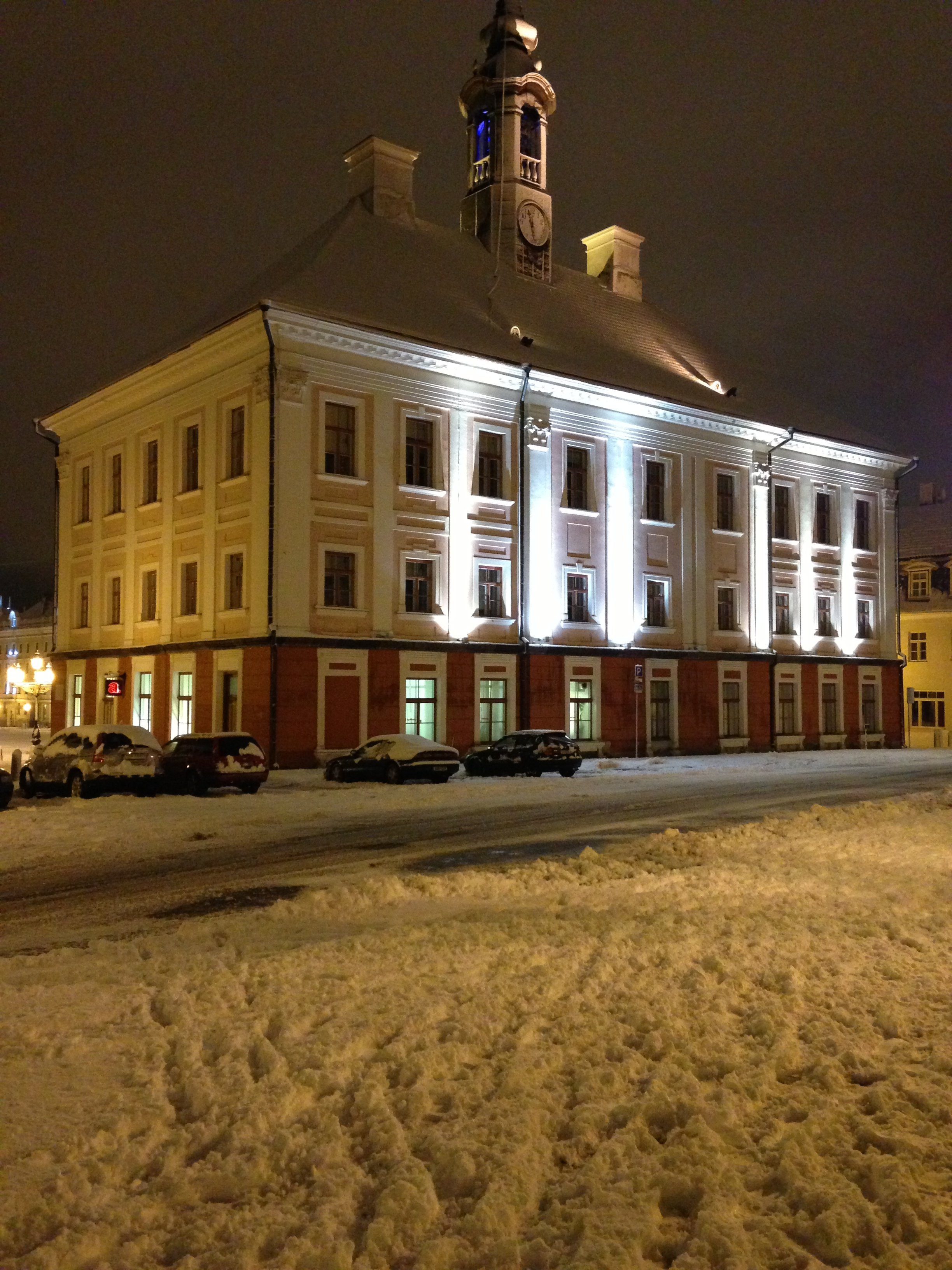
Rådhuset om kvällen